# 細川公頼

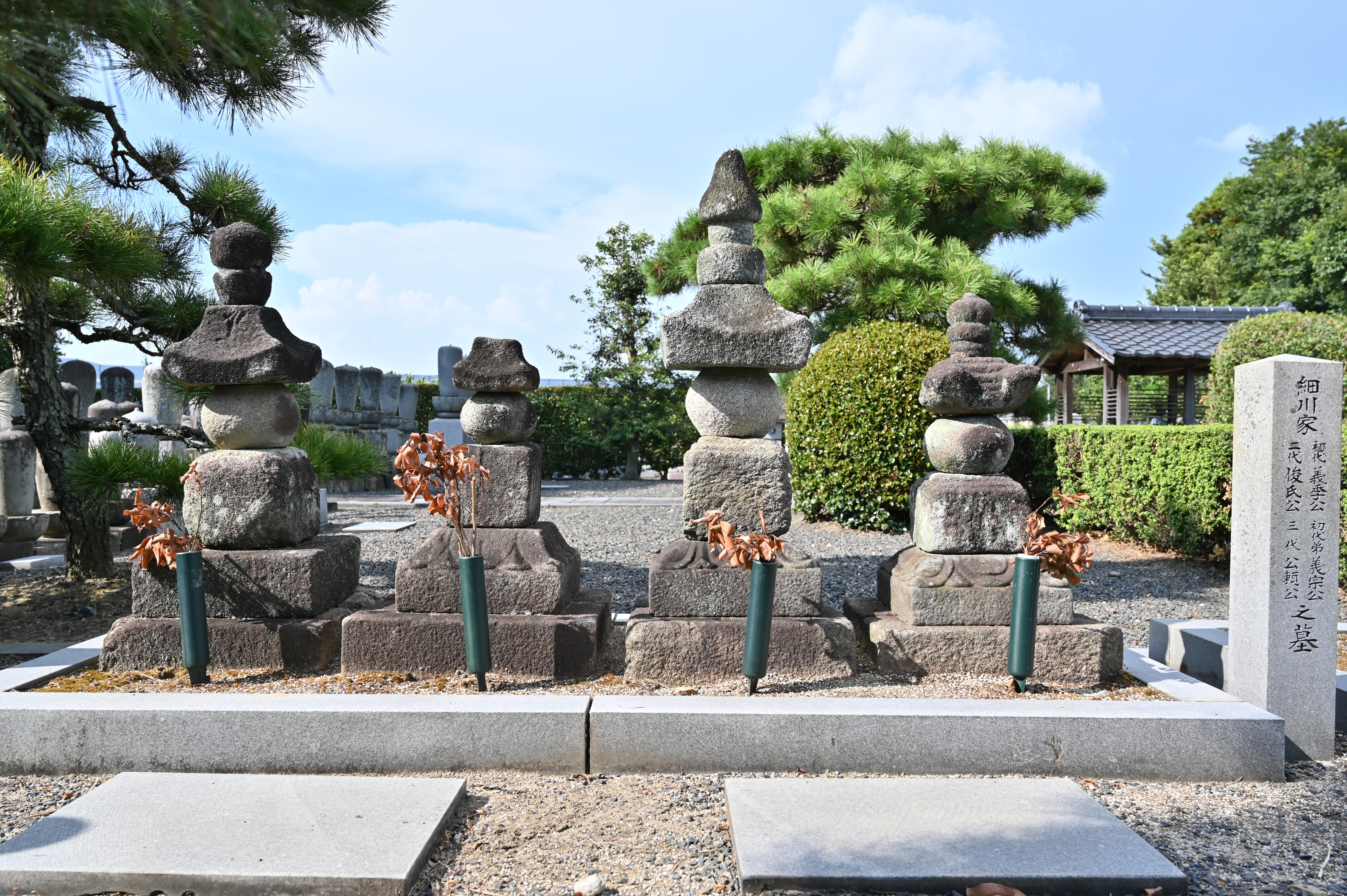
隣松寺 細川義季・俊氏・公頼及び戸崎義宗の墓

細川 公頼（ほそかわ きみより）は、鎌倉時代後期の御家人。細川氏3代当主。

## 略歴
細川俊氏の長男。通称は八郎太郎。後に出家して頼仏（頼西刺仏の略）または、景徳院と号した。その他の事績については全く伝わっていない。父同様、細川郷（現在の愛知県岡崎市細川町周辺）を本拠にしたらしく、愛知県豊田市幸町の隣松寺に、曽祖父義季、父俊氏と共に墓が現存する。
阿波国景徳寺に葬られた。
公頼以降の細川氏の嫡流は、当初は和氏の系統であったが、和氏の子の清氏が失脚・討死した後は、和氏の弟・頼春の系統が嫡流となり、後の三管領細川京兆家となる。師氏の系統は有力諸家である淡路守護家となった。